# Ochotona argentata
Ochotona argentata este o specie de mamifere din familia iepurilor fluierători, Ochotonidae. Este endemică în China unde este găsită într-o regiune mică a Munților Helan⁠(d). Începând din anul 2016, este listată ca specie pe cale de dispariție în Lista roșie a IUCN.

## Descriere
La fel ca și alte specii din genul Ochotona, Ochotona argentata are blana maro-cenușie, moale și lungă. Este înrudită cu familia Leopridae, dar spre deosebire de acele animale, cele patru membre ale sale au o lungime aproximativ egală. Urechile sunt mici și rotunjite iar labele picioarelor sunt acoperite cu blană. Crește până la o lungime de ~22 cm.

## Răspândire și habitat
Această specie este cunoscută doar din Munții Helan în Mongolia Interioară a Chinei, care se află între semi-aridul Deșert Ordos⁠(d) și Valea Fluviului Galben la est și Deșertul Badain Jaran⁠(d) la vest. Zonele de altitudine mare sunt acoperite cu păduri de conifere de Picea asperata, cu un strat inferior de mesteceni (Betula spp.) și plopi (Populus spp.). Pe pantele mai expuse și deschise, specii de de arbuști includ Rosa xanthina, Caragana spp., Ulmus glaucescens, Ostryopsis davidiana, Xanthoceras sorbifolia și Juniperus rigida. Ochotona argentata ocupă aflorimente stâncoase de printre copaci și arbuști și a fost găsită până la 20 m adâncime în intrări de mine dezafectate.

## Biologie
Ochotona argentata trăiește printre bolovani și grohotișuri și își face casa adânc în crăpăturile dintre pietre. Este erbivoră și se hrănește cu iarbă și alte plante pe care le culege din zone de pajiște învecinate cu grohotișuri. Nu hibernează, iar pentru a se putea aproviziona iarna atunci când mâncarea este dificil de procurat, în timpul verii face „căpițe de fân” din iarbă uscată și frunziș pe care le depozitează sub pământ.

## Stare de conservare
Ochotona argentata a fost anterior cunoscută doar din trei zone foarte restrânse (fiecare ocupând o suprafață de 3 kilometri pătrați) într-un singur lanț montan din China. Mărimea populației sale este necunoscută dar probabil este în scădere ca urmare a activităților de exploatare forestieră din arealul său, care provoacă pierderea habitatului. Nu poate tolera temperaturi ridicate iar orice încălzire a climei este probabil să aibă efecte negative asupra speciei. Pentru aceste motive, IUCN în lista sa roșie de specii în pericol listează această specie ca specie pe cale de dispariție.